# Fabrice Giger
Pour les articles homonymes, voir Giger.
 (juin 2018).
Fabrice Giger, né le 7 janvier 1965 à Genève, est un éditeur de bande dessinée et un producteur suisse de films.

## Biographie
Fils du peintre José Giger, il a publié plusieurs milliers de livres de bande dessinée d'auteurs tels qu'Alexandro Jodorowsky, Jean Giraud/Mœbius ou Enki Bilal. Il a également produit des séries animées telles que Rolie Polie Olie, qui a obtenu un Emmy Award en 2000[réf. nécessaire].
En 1988, il rachète Les Humanoïdes Associés. En 1995, il est le cofondateur du studio d'animation Sparx, et en 1998, à Los Angeles, il fonde Humanoids, la branche américaine des Humanoïdes Associés, qui republiera plus tard le magazine Métal hurlant.